# Luis Quisquinay
Luis Quisquinay (* 30. August 1992 in Guatemala-Stadt) ist ein guatemaltekischer Squashspieler.

## Karriere
Luis Quisquinay spielte 2008 erstmals und seit 2021 regelmäßiger auf der PSA World Tour. Er erreichte am 26. Februar 2024 mit Rang 163 seine höchste Platzierung in der Weltrangliste. 2017 vertrat er bei den Panamerikameisterschaften zum ersten Mal Guatemala und erreichte im Einzel die zweite Runde. Den Mannschaftswettbewerb beendete er mit der guatemaltekischen Mannschaft auf Rang fünf. Seine nächste Teilnahme in der Einzelkonkurrenz erfolgte 2022, als er im Achtelfinale an Juan Vargas scheiterte. Ein Jahr darauf absolvierte Quisquinay seine dritten Panamerikameisterschaften, kam dieses Mal aber nicht über die zweite Runde im Einzel hinaus. Im Doppel gelang ihm mit Alejandro Enríquez der Einzug ins Endspiel, das sie gegen Leonel Cárdenas und César Salazar verloren.
Bei den Panamerikanischen Spielen 2023 in Santiago de Chile ging Quisquinay in zwei Wettkämpfen an den Start. Mit der Mannschaft belegte er den siebten Platz, während er mit Tabita Gaitán im Mixed die Bronzemedaille gewann.

## Erfolge
- Vizepanamerikameister im Doppel: 2023
- Panamerikanische Spiele: 1 × Bronze (Mixed 2023)